# Raymond Aron

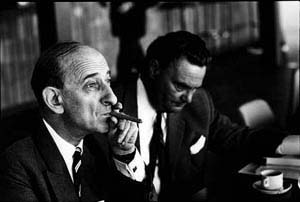
Raymond Aron (1966)

Raymond Claude Ferdinand Aron (* 14. März 1905 in Paris; † 17. Oktober 1983 ebenda) war ein französischer Philosoph und Soziologe. Seine Hauptarbeitsgebiete waren die Geschichtsphilosophie und Erkenntnistheorie, die Kritik des Totalitarismus, die Auseinandersetzung mit den Internationalen Beziehungen, vor allem mit der Dialektik von Frieden und Krieg, und die Analyse der modernen Industriegesellschaften. Aron gilt als einer der bedeutendsten politischen Denker des 20. Jahrhunderts, als Vertreter eines politischen Liberalismus in der Tradition Montesquieus und Alexis de Tocquevilles.
Er wirkte während seiner akademischen Laufbahn vornehmlich am Collège de France sowie an der Elite-Hochschule École des hautes études en sciences sociales (EHESS) in Paris.

## Biografie
Raymond Aron wurde am 14. März 1905 in Paris, rue Notre-Dame-des-Champs, als dritter Sohn einer Familie des mittleren Bürgertums jüdischer Herkunft geboren. Nach dem Besuch des Lycée von Versailles und der classes préparatoires am Pariser Lycée Condorcet nahm er das Philosophiestudium an der Elitehochschule Ecole normale supérieure (ENS) in Paris auf, das er 1928 mit der agrégation de philosophie als Jahrgangsbester abschloss.
Nachdem er seinen Militärdienst geleistet hatte, verbrachte er die Jahre 1930 bis 1933 in Deutschland, zunächst bis 1931 als Lektor für französische Literatur an der Universität Köln, dann als Stipendiat des Französischen Akademikerhauses in Berlin. 1938 wurde Aron an der Sorbonne mit den Abhandlungen Introduction à la philosophie de l'histoire: essai sur les limites de l'objectivité historique und Essai sur la théorie de l'histoire dans l'Allemagne contemporaine: La philosophie critique de l'histoire zum doctor d'État promoviert. 1940 erhielt er eine Stelle als maître de conférence an der Universität von Toulouse, konnte sie aber wegen des Kriegsbeginns nicht mehr wahrnehmen.
Nach der Kapitulation Frankreichs entschloss er sich, den Kampf gegen Hitlerdeutschland fortzusetzen, und setzte nach Großbritannien über. Dort schloss er sich aber nicht, wie er es eigentlich geplant hatte, einer kämpfenden Einheit der von Charles de Gaulle geführten France libre an, sondern übernahm die Schriftleitung der gleichnamigen Zeitschrift der Bewegung. Unmittelbar nach der Befreiung von Paris kehrte Aron im Sommer 1944 nach Frankreich zurück. Da er zum Wiederaufbau des Landes beitragen wollte und glaubte, das nur in Paris tun zu können, kehrte er nicht auf seinen Posten an der Universität von Toulouse zurück und lehnte auch eine Stelle an der Universität von Bordeaux ab.
Stattdessen arbeitete er in den folgenden Jahren vorwiegend als Journalist. Nach einem kurzen Zwischenspiel beim unter anderem von Albert Camus gegründeten Combat wurde er 1947 Leitartikler der damals liberalen Tageszeitung Le Figaro, für die er bis 1977 schrieb. Er war einer der ersten französischen Intellektuellen, der sich im Zeichen des Kalten Krieges für eine deutsch-französische Verständigung aussprach, insbesondere in politischen Kommentaren von Le Figaro. Von 1977 bis zu seinem Tod im Jahr 1983 verfasste er Leitartikel für das Nachrichtenmagazin L’Express. Bis zur Mitte der fünfziger Jahre gelang es Aron nicht, eine Professur in Paris zu erhalten. Gleichwohl lehrte er in dieser Zeit an der École nationale d’administration und am Institut d’études politiques de Paris.
Erst 1955 wurde er auf eine Professur für politische Soziologie an der Sorbonne gewählt, eine Wahl, die von einer Koalition aus Kommunisten, die in manchen Disziplinen, wie der Geographie, die Mehrheit stellten, und Soziologen, die in der Tradition Durkheims standen, beinahe noch verhindert worden wäre. 1960 wurde er in die American Academy of Arts and Sciences gewählt. Seit 1966 war er gewähltes Mitglied der American Philosophical Society. 1970 wurde er korrespondierendes Mitglied der British Academy und 1977 assoziiertes Mitglied der Königlichen Akademie der Wissenschaften und Schönen Künste von Belgien. Aron lehrte bis 1968 an der Sorbonne und zog sich dann an die École pratique des hautes études beziehungsweise später an die École des hautes études en sciences sociales (EHESS) zurück. Dort baute er das Centre de sociologie européenne auf und wurde dabei von Pierre Bourdieu als seinem Assistenten unterstützt. Später kam es jedoch zum Bruch zwischen dem liberalen Aron und dem sozialistischen Bourdieu. Im Jahr 1970 wurde Aron zudem auf einen Lehrstuhl am Collège de France berufen. Im Jahr 1978 wurde er in den Ruhestand versetzt.
1979 wurde ihm in Frankfurt am Main der Goethepreis verliehen. Ralf Dahrendorf hielt die Laudatio.

## Stellung in der Geschichte des politischen Denkens
Auch wenn Aron gemeinhin als politischer Liberaler gesehen wird, herrscht in der Aron-Forschung keine vollkommene Einigkeit darüber, in welche Tradition er am ehesten einzuordnen ist. Im Großen und Ganzen kann man zwei Schulen der Aron-Interpretation ausmachen: diejenige, die ihn in erster Linie als einen kantianischen oder neokantianischen Denker auffasst, der stets an der Idee des Fortschritts festhielt, und diejenige, die Aron vielmehr als einen der Klugheit und Mäßigung verpflichteten Denker in der Tradition des Aristoteles versteht. Die zweite Interpretation ist allerdings sehr viel verbreiteter, so dass man Aron in Übereinstimmung mit der Mehrheitsmeinung in der Forschung als einen „konservativen Liberalen“ bezeichnen kann.

## Schriften (Auswahl)
- La sociologie allemande contemporaine, Paris 1935. (Die deutsche Soziologie der Gegenwart. Eine systematische Einführung, Stuttgart 1953).
- Une révolution antiproletarienne: idéologie et réalité du national-socialisme, Inventaires I, Paris 1936.
- Introduction à la Philosophie de l'Histoire. Essai sur les limites de l'objectivité historique, Paris 1938.
- Essai sur une théorie de l'histoire dans l'Allemagne contemporaine; la philosophie critique de l'histoire, Paris 1938.
- Les articles de politique internationale dans Le Figaro de 1947 à 1977. Éditions de Fallois, Paris 1990/97 (hrsg. von Georges-Henri Soutou)

1. La Guerre Froide. Juin 1947 à mai 1955. 1990, ISBN 2-87706-101-9.
2. La coexistence. Mai 1955 à février 1965. 1994, ISBN 2-87706-173-6.
3. Les crises. Février 1956 à avril 1977. 1997, ISBN 2-87706-313-5.

- Leçons sur l'histoire. Éditions de Fallois, Paris 1989 (Établissement du texte, présentations et notes par Sylvie Mesure) ISBN 2-253-05689-8.
  1. De l'historisme allemand à la philosophie analytique de l'histoire.
  2. L'édification du monde historique.
- Clausewitz, den Krieg denken („Penser la guerre, Clausewitz“). Propyläen-Verlag, Frankfurt/M. 1980, ISBN 3-549-07399-2.
- De Giscard à Mitterrand. 1977–1983. Éd. de Fallois, Paris 2005, ISBN 2-87706-570-7 (éditoriaux parus dans l'Express).
- Demokratie und Totalitarismus („Démocratie et totalitarisme“). Wegner, Hamburg 1970, ISBN 3-8032-0002-4.
- Erkenntnis und Verantwortung. Lebenserinnerungen („Mémoires“). Piper, München 1985, ISBN 3-492-02899-3.
- Fortschritt ohne Ende? Über die Zukunft der Industriegesellschaft („Progress and disillusion“). Goldmann, München 1973, ISBN 3-442-02999-6.
- Frieden und Krieg. Eine Theorie d. Staatenwelt („Paix et guerre entre les nations“). Fischer, Frankfurt/M. 1986, ISBN 3-10-001004-3.
- Hauptströmungen des klassischen soziologischen Denkens. Montesquieu, Comte, Marx, Tocqueville („Les étapes de la pensée sociologique“). Reinbek, Rowohlt 1979, ISBN 3-499-55386-4 (Rowohlts deutsche Enzyklopädie; 386)
- Hauptströmungen des modernen soziologischen Denkens. Durkheim, Pareto, Weber („Les étapes de la pensée sociologique“). Reinbek, Rowohlt 1979, ISBN 3-499-55387-2 (Rowohlts deutsche Enzyklopädie; 387)
- Die industrielle Gesellschaft. 18 Vorlesungen („Dix-huit Leçons sur la société industrielle“). Fischer, Frankfurt/M. 1964.
- Über die Freiheiten. Essay. Ullstein-Buch Nr. 39087. Klett-Cotta im Ullstein Taschenbuch, Frankfurt/Main – Berlin – Wien, 1984, ISBN 3-548-39087-0 (Orig. frz.: Essai sur les libertes. Calmann-Levy, 1965 / erw. Librairie Generale Francaise, 1976).
- Die letzten Jahre des Jahrhunderts („Les dernières années du siècle“). DVA, Stuttgart 1986, ISBN 3-421-06308-7.
- Opium für Intellektuelle oder Die Suche nach Weltanschauung („L'opium  des intellectuels“). Kiepenheuer & Witsch, Köln 1957. (Siehe dazu: Riccardo Bavaj: Ideologierausch und Realitätsblindheit. Raymond Arons Kritik am Intellektuellen „französischen Typs“, in: Zeithistorische Forschungen/Studies in Contemporary History 5 (2008), S. 332–338.)
- Über Deutschland und den Nationalsozialismus. Frühe politische Schriften 1930–1939. Leske & Budrich, Opladen 1993, ISBN 3-8100-1084-7 (hrsg. von Joachim Stark).